# Arie van der Lee (beeldhouwer)
Arie Marinus van der Lee (Delft, 30 oktober 1872 – Hilversum, 21 januari 1959) was een Nederlandse beeldhouwer.

## Leven en werk
Van der Lee was een zoon van Aart Gijsbertus van der Lee, tingieter in Delft, en Helena Arnolda Johanna Gerarda Bruning. Hij trouwde in 1899 met Anna Berendina Wardenaar (1873-1944).
Van der Lee werd opgeleid aan de Polytechnische School te Delft, als leerling van Eugène Lacomblé. Hij werkte na zijn opleiding onder meer in het atelier van Petrus Adrianus de Leeuw en in Duitsland, tot hij neerstreek in de stad Groningen. Een van zijn bekendste werken is de poort van de voormalige coöperatieve bakkerij De Toekomst in Groningen, die hij in 1913 vervaardigde. Deze is aangewezen als rijksmonument. Van der Lee maakte daarnaast beeldhouwwerken voor onder meer een meubelfabriek in Blekerstraat en voor Vredenrust (later Huize Tavenier), een stadsvilla aan de Ubbo Emmiussingel. Ook restaureerde hij in 1912 grafstenen van Groninger hoogleraren, onder wie Ubbo Emmius. In 1917 vestigde hij zich als pensionhouder in Nunspeet. Later verhuisde hij met zijn vrouw naar Hilversum.
Van der Lee overleed op 86-jarige leeftijd.

## Werken
- gevelreliëfs (1904) voor meubelfabriek, Blekerstraat 12a, Groningen
- beeldhouwwerk (1904-1905), Brugstraat 7, Groningen
- houtsnijwerk en gevelreliëfs (1905), Ubbo Emmiussingel 110 (Huize Tavenier), Groningen
- boogstuk met leeuwen (1905), Prins Hendrikkazerne, Assen
- beeldhouwwerk (1905, 1910), Julius Oppenheim's Bank, Kleine Pelsterstraat, Groningen
- ingangsculptuur (1905), villa in Veendam
- koofversieringen (1909), postkantoor aan de Munnikeholm, Groningen
- beeldhouwwerk (1911) voor oliefabriek en directeurswoning aan de Hoendiepskade 24, Groningen
- beeldhouwwerk (1913) voor De Toekomst van Bakkersverbond Coöperatief Streven, Taco Mesdagplein 7, Groningen
- portretmedaillon van prof. dr. C.H. van Rhijn (1913), Noorderbegraafplaats (Groningen)

## Fotogalerij

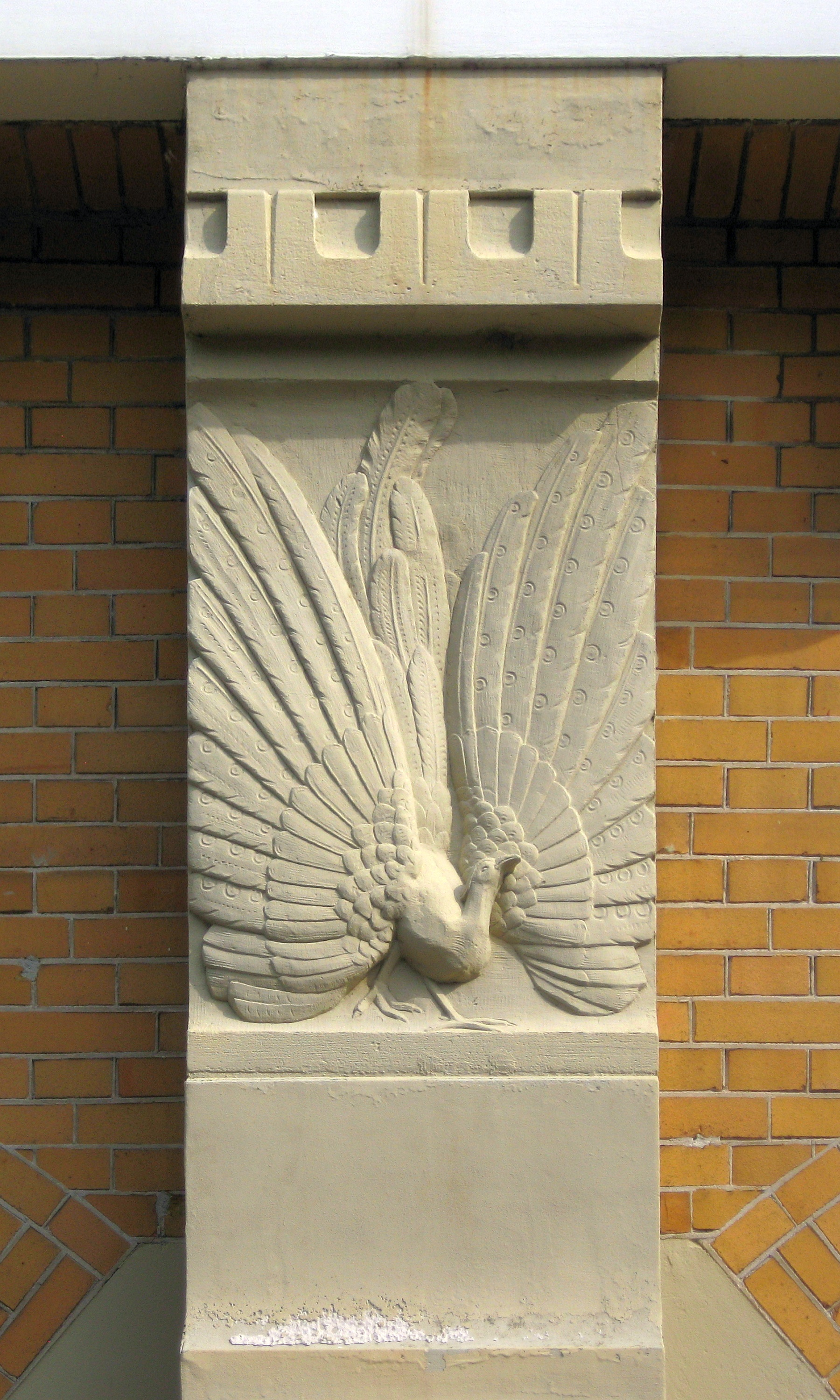
Fries in de gevel van meubelfabriek Nederland in de Blekerstraat in Groningen, dat wordt toegeschreven aan Van der Lee. (2011)
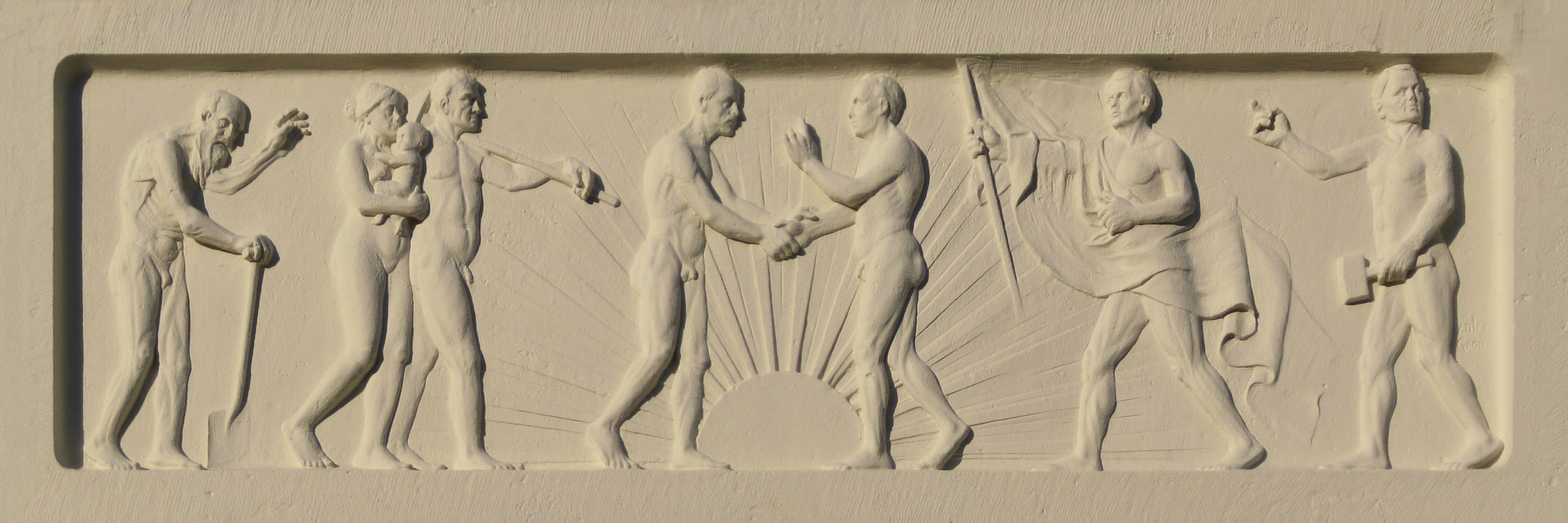
Poort van De Toekomst (detail) (2010)
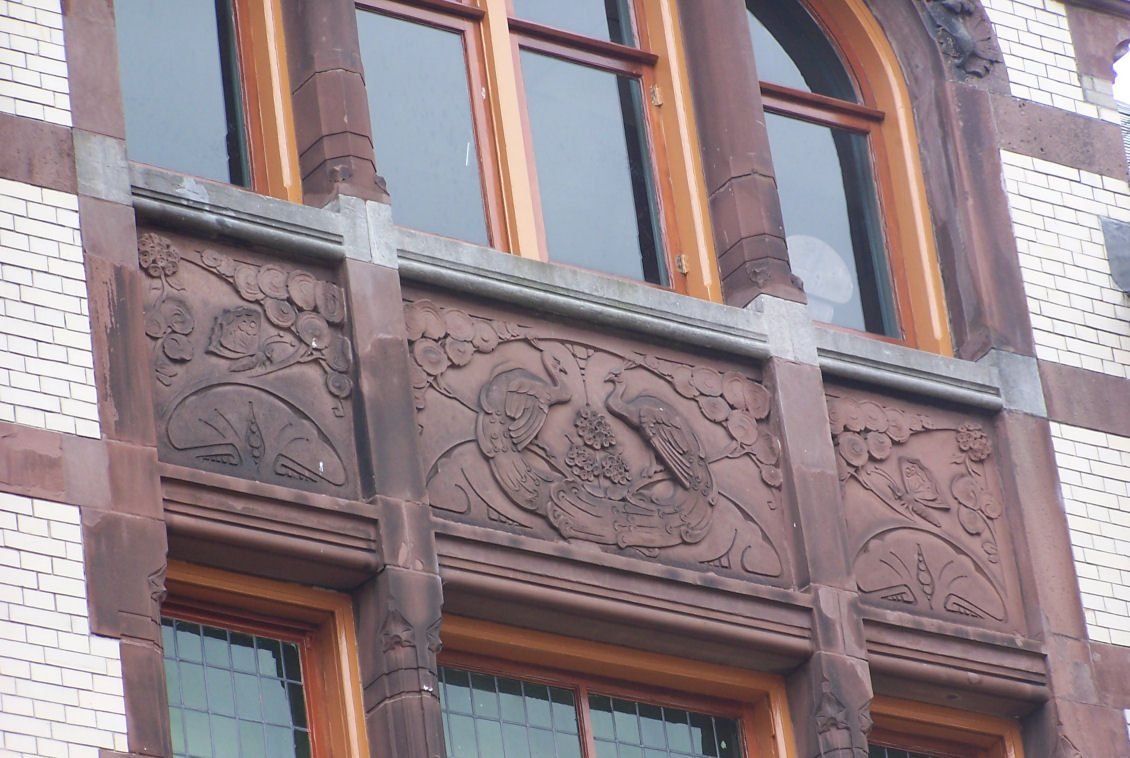
Gevelreliëf Huize Tavenier
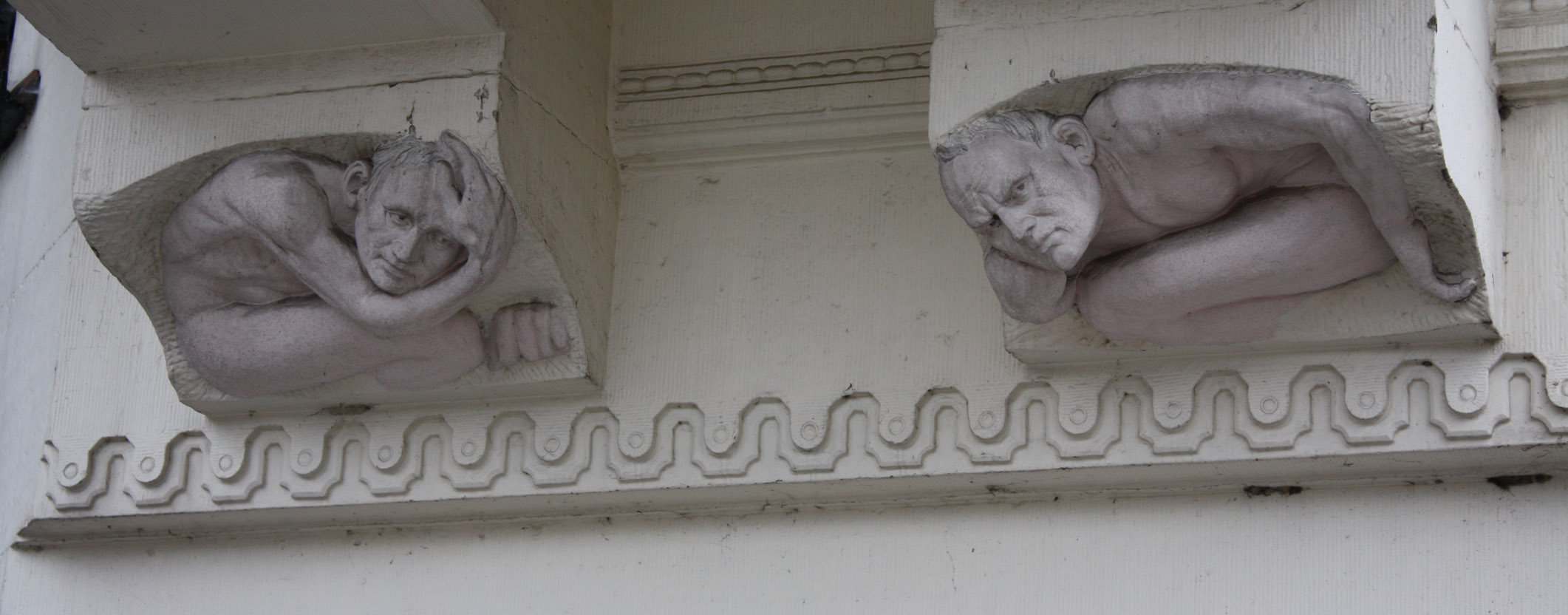
Detail gevel oliefabriek

- Biografisch Portaal: 39932795
- RKD-Nederlands Instituut voor Kunstgeschiedenis: 111165